# Aphis gossypii
Aphis gossypii är en insektsart som beskrevs av C. John M. Glover 1877. Aphis gossypii ingår i släktet Aphis och familjen långrörsbladlöss.

## Underarter
Arten delas in i följande underarter:
- A. g. gossypii
- A. g. capsellae

## Bildgalleri

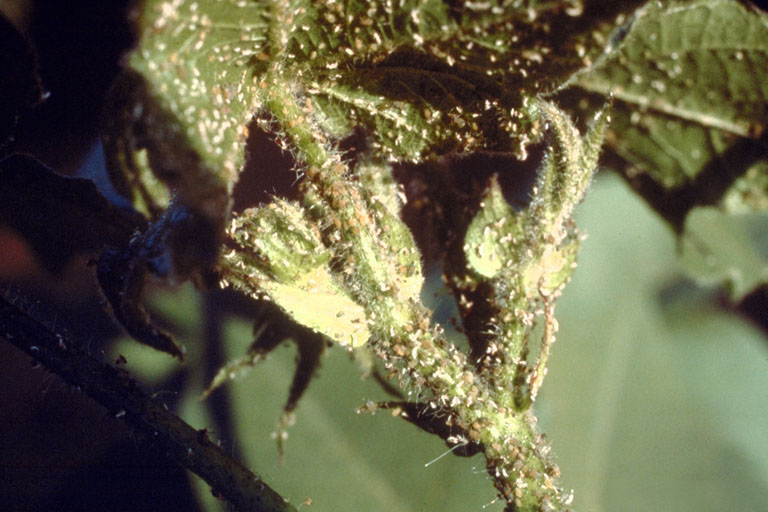
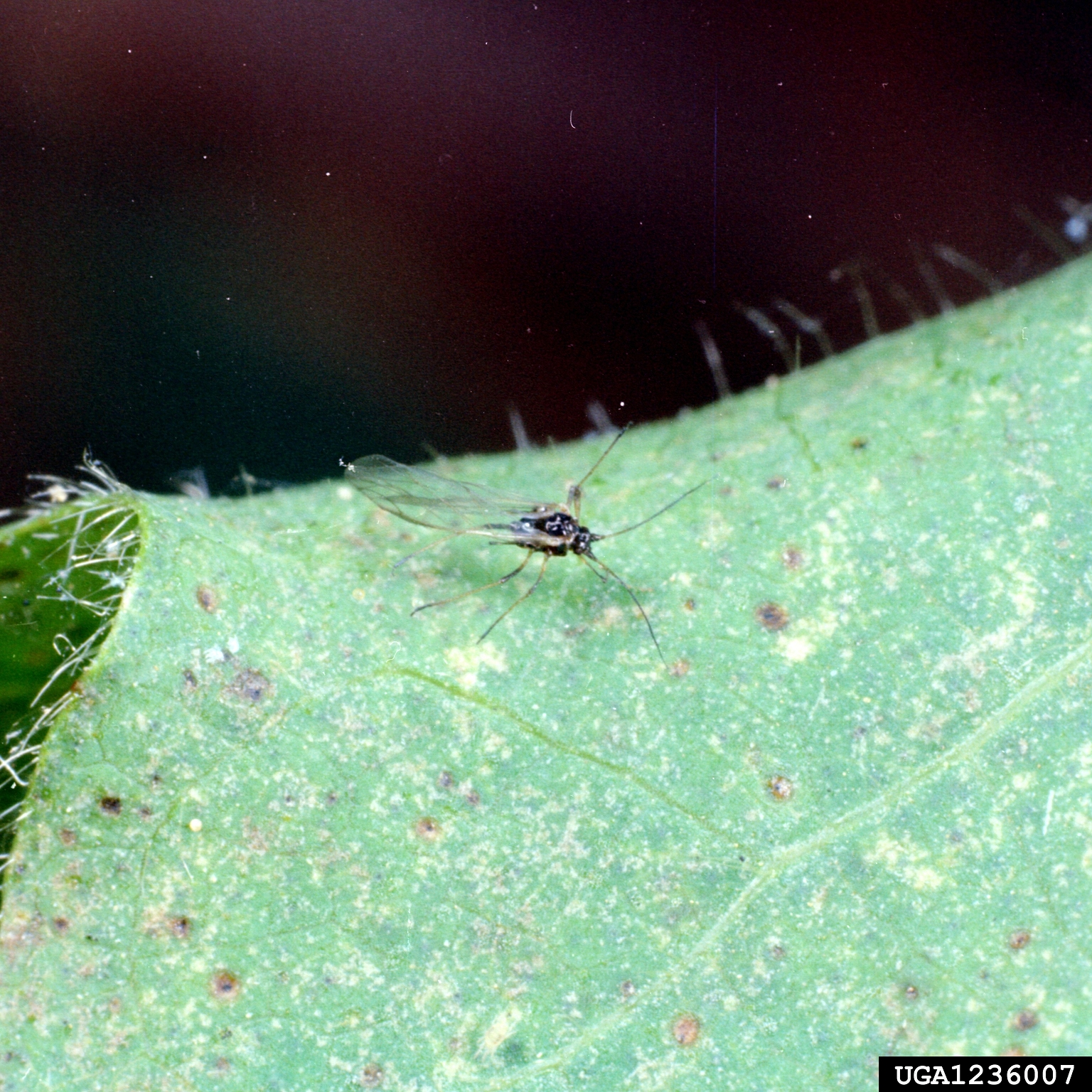
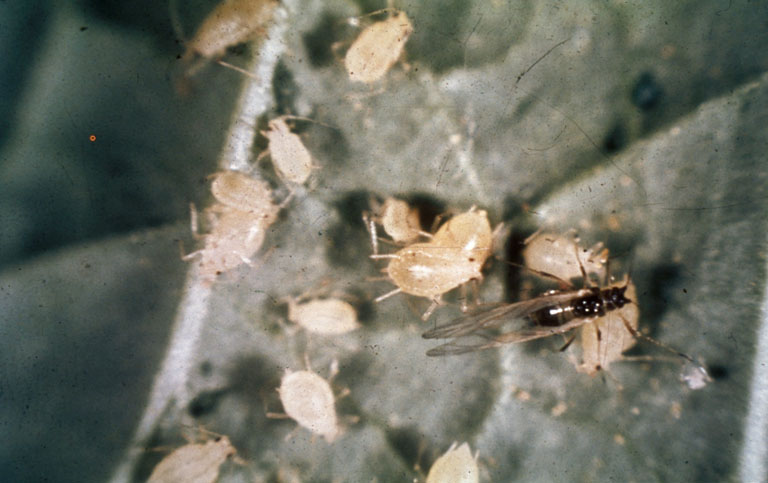
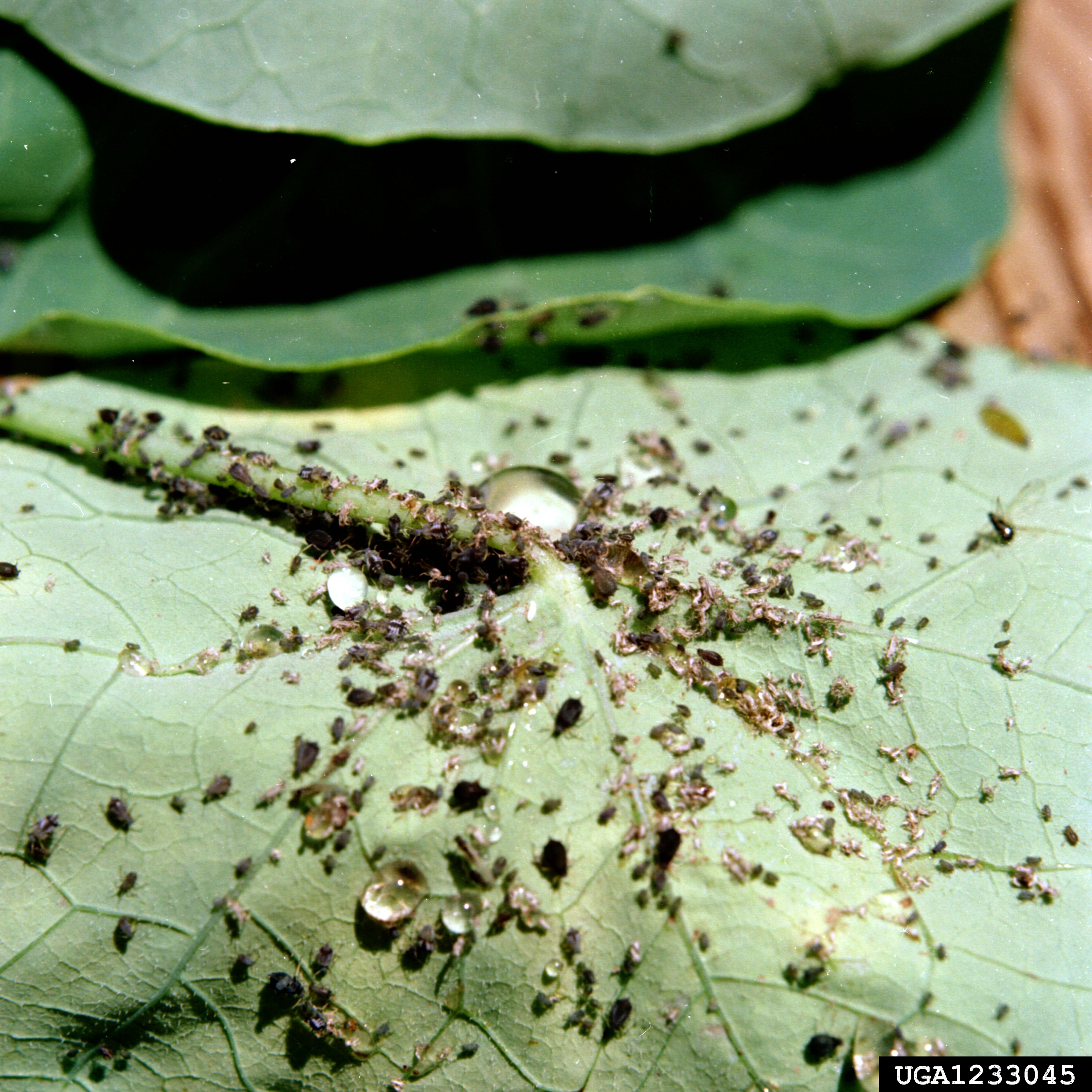
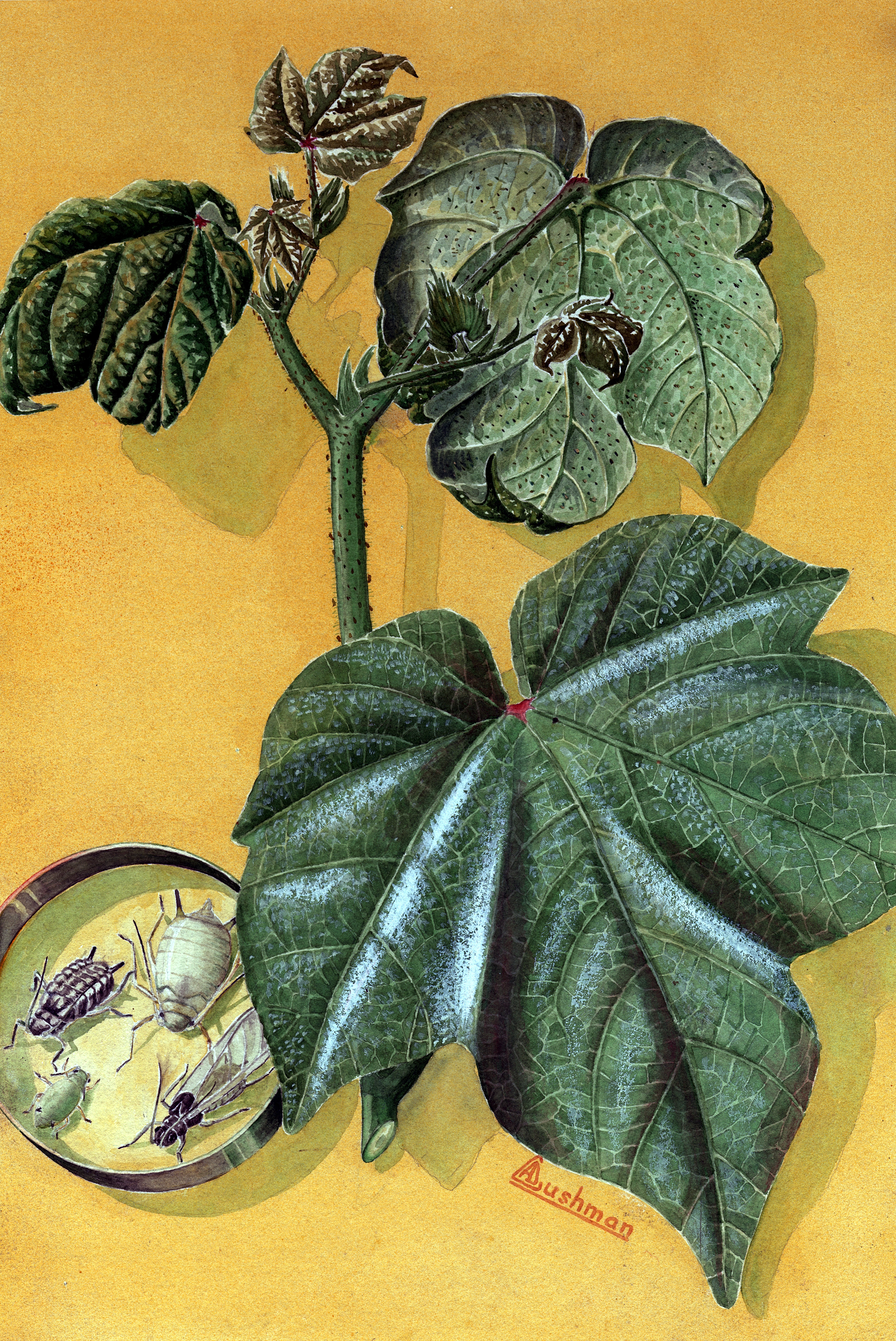
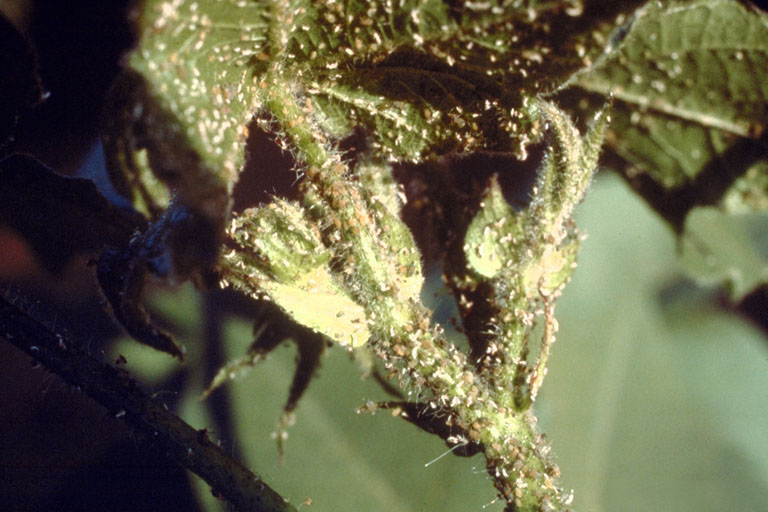